# Olga Kozydub
Olga Viacheslávovna Kozydub –en ruso, Ольга Вячеславовна Козыдуб– (Miass, 4 de octubre de 1991) es una deportista rusa que compite en natación, en la modalidad de aguas abiertas. Ganó una medalla de plata en el Campeonato Europeo de Natación en Aguas Abiertas de 2016, en la prueba de 25 km.

## Palmarés internacional
| Campeonato Europeo | Campeonato Europeo   | Campeonato Europeo | Campeonato Europeo |
| Año                | Lugar                | Medalla            | Prueba             |
| ------------------ | -------------------- | ------------------ | ------------------ |
| 2016               | Hoorn (Países Bajos) | Medalla de plata   | 25 km              |